# ديفيد شو (لاعب كريكت)
ديفيد شو (10 فبراير 1967 في المملكة المتحدة - ) (بالإنجليزية: David Shaw)‏ هو لاعب كريكت بريطاني. لعب مع Berkshire County Cricket Club ‏.